# Exostoma barakensis
Exostoma barakensis és una espècie de peix de la família dels sisòrids i de l'ordre dels siluriformes. És un peix d'aigua dolça i de clima tropical que es troba a l'Índia. Els mascles poden assolir 9,8 cm de longitud total. Nombre de vèrtebres: 38.